# Дире (округ)
Дире (фр. Diré Cercle) — округ в малийской области Томбукту. Административный центр — город Дире. По состоянию на 2009 год в округе проживает 111 324 человека
Округ разделён на 13 коммун:
- Архам[англ.]
- Бинга[англ.]
- Бурем-Сиди-Амар[англ.]
- Данга[англ.]
- Дире
- Гарбакоира[англ.]
- Хаибонго[англ.]
- Киршамба[англ.]
- Конди[англ.]
- Сареяму[англ.]
- Тиндирма[англ.]
- Тингёрегиф[англ.]
- Тинкюр